# 奥兰群岛海战
奥兰群岛海战又称哥特兰海战，是一战期间于1915年发生在德意志帝国海军和俄罗斯帝国海军间的海战，交战地点位于中立国瑞典哥特兰岛外的波罗的海上。

## 交战过程

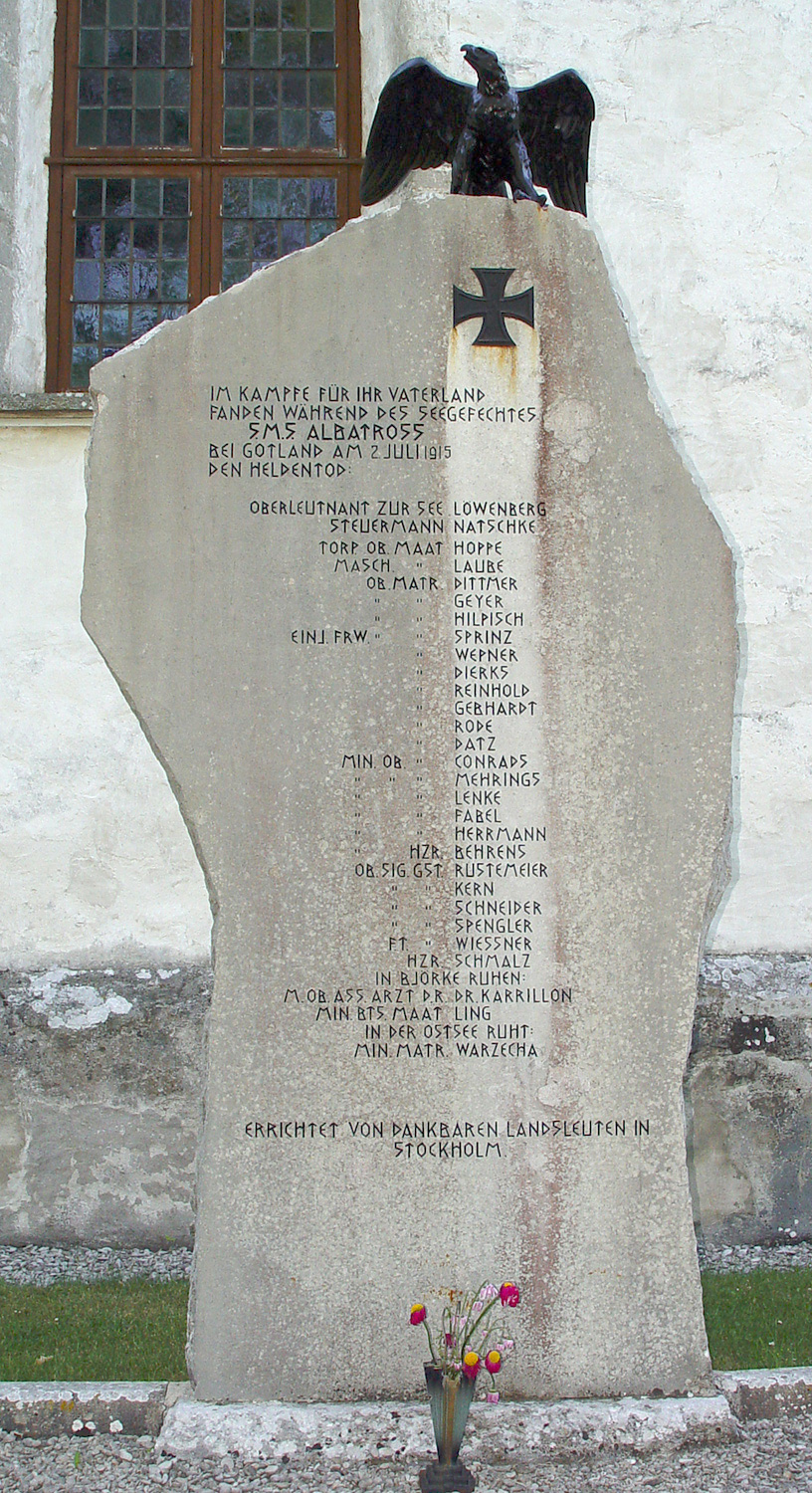
图为为信天翁号树立的纪念碑。

1915年7月1日［儒略曆6月17日］，俄罗斯帝国海军少将米哈伊尔·巴西列夫率领由6艘装甲巡洋舰组成的舰队自港口出发，前往轰炸克莱佩达。有两艘舰艇在迷雾中航行时离开舰队，后来单独行动。
同日，由约翰·冯·坎普弗率领的德军信天翁号布雷巡洋舰在多艘巡洋舰和鱼雷艇的保护下在奥兰群岛布雷。坎普弗的无线电信号遭到了监听，巴西列夫得知德军已经布雷后取消了轰炸计划。俄军舰队接下来在增援的支持下开始阻击德军的布雷舰。
1915年7月2日［儒略曆6月19日］，俄国舰队发现了德军舰队，并对其开火。经历几个小时的激战，由于担心对方增援赶到，德军舰船撤退。俄军舰船也因为炮弹短缺鸣金收兵。等到德军增援加入战场，德军的一艘装甲巡洋舰已被英国潜艇布下的鱼雷击中，最终狼狈地靠岸。
这场战役标志着俄国首次在战斗中使用信号情报。

### 注解
1. 1 2  俄国当时仍在使用儒略历，直至1918年才废除，故本条目同时列出公历和儒略历日期。

### 资料来源
1. 1 2 3  . 1914ww.ru.   [2019-06-13]. （原始内容存档于2014-08-26） （俄语）.
2. ↑  . wwi.rhga.ru.   [2019-06-13]. （原始内容存档于2018-08-13） （俄语）.
3. ↑   请检查|url=值 (帮助). Первая мировая война. （原始内容存档于2018-10-22） （俄语）.